# Natourcriterium Roeselare 2010
De 1e editie van de Belgische wielerwedstrijd het Criterium van Roeselare werd verreden op 27 juli 2010. De start en finish vonden plaats in Roeselare. De winnaar was Thor Hushovd, gevolgd door Jurgen Van Den Broeck en Fabian Cancellara.

## Uitslag
| Natourcriterium Roeselare 2010 |                       |                              |           |
| Plaats                         | Naam                  | Ploeg                        | Tijd      |
| Winnaar                        | Thor Hushovd          | Cervélo TestTeam             | 2u 4' 35" |
| 2                              | Jurgen Van Den Broeck | Omega Pharma-Lotto           | z.t.      |
| 3                              | Fabian Cancellara     | Team Saxo Bank               | z.t.      |
| 4                              | Philippe Gilbert      | Omega Pharma-Lotto           | 21"       |
| 5                              | Kevin De Weert        | Quick-Step                   | z.t.      |
| 6                              | Ivan Basso            | Liquigas-Doimo               | z.t.      |
| 7                              | Niko Eeckhout         | An Post-Sean Kelly           | 32"       |
| 8                              | David Boucher         | Landbouwkrediet              | z.t.      |
| 9                              | Bert De Backer        | Skil-Shimano                 | z.t.      |
| 10                             | Stijn Neirynck        | Topsport Vlaanderen-Mercator | z.t.      |

2010 · 2011 · 2012 · 2013 · 2014 · 2015 · 2016 · 2017 · 2018 · 2019 · 2020 · 2021 · 2022